# Сауд ібн Абдель Азіз Аль Сауд
Сауд ібн Абдель Азіз Аль Сауд (араб. سعود بن عبد العزيز آل سعود; 15 січня 1902 — 23 лютого 1969, Греція) — король Саудівської Аравії в 1953—1964.

## Життєпис
Другий син засновника династії Абдул-Азіза ібн Сауда. Як і його єдинокровний брат Фейсал, Сауд зіграв найважливішу роль у становленні королівства. Невдовзі після створення Саудівської Аравії Сауд був призначений кронпринцем. Коли Абдул-Азіз помер, королем став Сауд.
Заснував безліч міністерств та інших інститутів влади, главами яких він призначав своїх дітей. Це дратувало братів Сауда, і в 1964 він був зміщений в результаті перевороту, організованого улемів. Був змушений передати свої повноваження єдинокровному братові Фейсалу, на користь якого він і був зміщений. Після цього він емігрував до Женеви, а звідти — до Греції, де і помер в 1969 році.
За два дні до смерті колишній король відчув себе погано і попросив свого доктора Флінгера, який був у цей час в Австрії, обстежити його. Він знаходився в Греції з членами своєї сім'ї і наближеними.
Вранці 23 лютого 1969 король Сауд трохи прогулявся по пляжу зі своєю дочкою. Повернувшись, він приліг, заснув і більше не прокинувся. Результати розтину показали, що колишній монарх помер, не прокидаючись, в результаті серцевого нападу. Його тіло було перевезено на батьківщину і поховано на кладовищі Аль-Уд.

## Родина
Був сином короля Абдул-Азіза і однією з його дружин — Вадхах бинт Мухаммад бін Акаба, що належала до племені Кахтан. У короля Сауда було 36 братів, але тільки один з них був рідним — Турки ібн Абдул-Азіз Аль Сауд. Крім того, у нього були 2 рідні сестри — Нура і Муніра. У більш зрілому віці у Сауда з'явився великий гарем, від усіх дружин він мав на цілому 115 дітей.